# 丹·沃里亚
丹·沃里亚（羅馬尼亞語：Dan Voinea；1950年7月23日—），罗马尼亚少校、军事检察官，1989年罗马尼亚革命时期，被任命为审判尼古拉·齐奥塞斯库和埃列娜·齐奥塞斯库的检察官负责起草了起诉书（一、灭绝种族罪 ；二、损害国家权益；三、破坏公共资产；四、破坏国民经济）。